# Айзберг, Ромма Ефимович
Ромма (Роман) Ефимович Айзберг (16.06.1933 — 19.05.2022) — советский и белорусский геолог, доктор геолого-минералогических наук (1979), профессор (1989), член-корреспондент Национальной академии наук Беларуси (2000).
Родился в г. Артёмовск Сталинской (Донецкой) области.
Окончил Новочеркасский политехнический институт (1956), геологоразведочное отделение.
С 1957 по 1964 г. работал в Юго-Восточной Каракумской геологической экспедиции. В 1959 г. поступил в заочную аспирантуру Всесоюзного научно-исследовательского геологоразведочного нефтяного института (ВНИГНИ, Москва) и в 1962 г. защитил кандидатскую диссертацию:
- Геологическое строение и перспективы нефтегазоносности крайнего Юго-Востока Туркмении : диссертация … кандидата геолого-минералогических наук : 04.00.00. — Байрам-Али; Ашхабад, 1962. — 300 с. : ил.

В 1965—1976 гг. старший научный сотрудник сектора тектоники отдела нефти, в 1976—1990 гг. заведующий сектором тектоники Белорусского научно-исследовательского геологоразведочного института (БелНИГРИ).
В 1977 г. защитил докторскую диссертацию:
- Структуры и формации чехла запада Русской плиты и их эволюция : диссертация … доктора геолого-минералогических наук : 04.00.04. — Минск, 1977. — 410 с. : ил.

В 1980—1984 гг. работал главным специалистом-консультантом по тектонике в Центральном геологическом институте Министерства геологии ГДР (в составе группы советских геологов и нефтяников).
С 1990 г. главный научный сотрудник лаборатории геокартографирования (позднее — неогеодинамики) Института геологических наук НАН Беларуси.
С 2008 г. главный научный сотрудник Института природопользования НАН Беларуси.
Профессор (1989), член-корреспондент Национальной академии наук Беларуси (2000).
Лауреат Государственной премии БССР 1978 г. в составе коллектива авторов Тектонической карты Белоруссии масштаба 1:500 000 и монографии «Тектоника Белоруссии». Лауреат Премии НАН Беларуси и Сибирского отделения РАН имени академика В. А. Коптюга за работу «Проблемы нефтегазоносности верхнепротерозойских и палеозойских комплексов Беларуси и Сибири» (2003).
Сочинения:
- Геология и нефтегазоносность Восточной Туркмении [Текст] / Упр. геологии Совета Министров Туркм. ССР ; Р. Е. Айзберг, Г. И. Амурский, О. В. Барташевич и др. — Москва : Недра, 1966. — 291 с., 1 л. карт. : схем.; 21 см.
- Тектоника Оршанской впадины / Р. Е. Айзберг, Р. Г. Гарецкий, И. В. Климович. — Минск : Наука и техника, 1985. — 112 с. : ил.; 26 см.
- Докембрий Восточно-Европейской платформы: геология и нефтегазоностность : [монография] / [Р. Е. Айзберг и др.]; [редкол.: Р. Е. Айзберг и др.]. — Санкт-Петербург : Татнефть : ВНИГРИ, 2002. — 391 с. : ил., табл.; 21 см; ISBN 5-88953-065-8
- Сейсмотектоника плит древних платформ в области четвертичного оледенения / [Р. Е. Айзберг и др. ; науч. ред.: Р. Г. Гарецкий, С. А. Несмеянов] ; Российская акад. наук, Ин-т Геоэкологии им. Е. М. Сергеева, Нац. акад. наук Беларуси, Ин-т природопользования, РОСАТОМ, ВНИИ АЭС, Проектный офис. — Москва : Книга и бизнес, 2009. — 225, [1] с. : ил., табл.; 29 см + 1 л. к.; ISBN 978-5-212-01091-7
- Нетрадиционные источники углеводородного сырья в недрах Беларуси: геологические аспекты / [Р. Е. Айзберг, Я. Г. Грибик, В. Н. Бескопыльный, Е. Ф. Никуленко]; под общей редакцией Р. Е. Айзберга и Я. Г. Грибика ; Национальная академия наук Беларуси, Институт природопользования, Производственное объединение «Белоруснефть». — Минск : Беларуская навука, 2022. — 331, [1] с. : ил., цв. ил., карты, табл.; 25 см; ISBN 978-985-08-2827-9
- Проблемы нефтегазоносности верхнепротерозойских и палеозойских комплексов Беларуси и Сибири = Problems of oil and gas content of the upper proterozoic and paleozoic complexes of Belarus and Siberia = Праблемы нафтагазаноснасцi верхнепратэразойскiх i палеазойскiх комплексаў Беларусi i Сiбiры : [монография] / Р. Е. Айзберг, Р. Г. Гарецкий, Н. П. Запивалов [и др.]; науч. ред. В. А. Москвич ; Институт геологических наук Национальной академии наук Беларуси, Научно-исследовательское геологическое республиканское унитарное предприятие «БЕЛГЕО», Институт геологии нефти и газа Сибирского отделения Российской академии наук. — Минск : БЕЛГЕО, 2003. — 360, [1] с. : ил., табл.; 26 см; ISBN 985-6621-17-8
- Синрифтовая геодинамика Припятского прогиба / Р. Е. Айзберг, Т. А. Старчик; Ин-т природопользования НАН Беларуси. — Минск: Беларуская навука, 2013. — 146 с.: ил. — Библиогр.: с.136-145. — ISBN 978-985-08-1533-0